# Милльекс, Роже
Роже Милльекс (фр.  Roger Milliex; 4 июля 1913, Марсель — 7 июля 2006, Афины) — французский филолог и эллинист XX века.

## Молодость
Роже Милльекс родился в 1913 году в Марселе.
Учился на факультете Классической филологии и философии в университете города Экс-ан-Прованс. Продолжил учёбу в Сорбонне.
Был назначен преподавателем в город Ножан-сюр-Марн.

## Первые годы в Греции
В 1936 году Милльекс прибыл в Грецию, назначенный преподавателем французского языка и литературы в Французский институт в Афинах.
Его знакомство с греческим православием было ознаменовано посещение Афона на Рождество 1937 года и его дружбой с православным интеллектуалом Т.Папацонисом и православным поэтом Г. Веритисом.
Работая в «Институте», Милльекс одновременно публиковал очерки в греческих журналах
В 1939 году он женился на гречанке Татьяне Грици, ставшей впоследствии известной журналисткой и писательницей.
После начала Второй мировой войны, в 1940 году Милльекс был мобилизован французской армией и отправлен в Бейрут.
После поражения Франции вернулся в Афины.
В октябре 1940 года Греция была также вовлечена в войну и, несмотря на свои победы над итальянцами, в апреле 1941 года подверглась нападению Гитлеровской Германии и последовавшей тройной, германо-итало-болгарской, оккупации.
В этот период Милльекс начал поддерживать контакты с Сражающейся Францией.

## Столица европейского Сопротивления
С началом оккупации Милльекс часто прятал бойцов греческого сопротивления в здании «Французского института».
После краткого пребывания во Франции, в 1942 году он вступил в Национально-освободительный фронт Греции — (ЭАМ).
В этот период он был дружен с Рудольфом Фахрнером (Rudolf Fahrner), директором Германского института в Афинах.
Греческое Сопротивление, кроме Народно-освободительной армии ЭЛАС и других вооружённых формирований, было представлено также более широким гражданским Освободительным Фронтом (Национально-освободительный фронт Греции — ЭАМ).
Милльекс был свидетелем ряда акций проведенных ЭАМ в Афинах, не имевших прецедентов в других оккупированных столицах:
- с 23 февраля 1943 года по всей Греции прошли демонстрации против намеченной гражданской мобилизации и отправки в Германию греческих рабочих. Кульминацией стала демонстрация 7 марта в Афинах, когда 300 тысяч афинян вышли на улицы и после столкновений с оккупантами заняли Министерство труда и сожгли списки. Несколько десятков демонстрантов были убиты, но гражданская мобилизация была сорвана.
- 25 марта 1943 года 300 тысяч афинян вышли на улицы в годовщину Освободительной войны 1821 года. В столкновениях с оккупантами погибли 32 демонстранта.
- 25 июня 1943 года, после очередного массового расстрела 106 заключённых в Курново, 100 тысяч демонстрантов в заняли центр Афин. В столкновениях с оккупантами были убиты 40 демонстрантов[3].
- 22 июля до 500 тысяч человек приняли участие в Демонстрации против расширения болгарской зоны оккупации. 53 демонстрантов были убиты но расширение болгарской зоны, с целью освобождения немецких дивизий для отправки на Восточный фронт, было сорвано.

Восхищённый борьбой афинян, Милльекс писал, что Афины являлись «столицей европейского Сопротивления».
В последний период войны Милльекс, вместе со своей женой, выбрался на юг Франции.
Не забывая о Греции, он инициировал издание альбома в честь борьбы и жертв понесенных греческим народом в годы войны. В издании альбома Посвящение Греции 1940—1944 приняли участие Андре Фужерон, Анри Матисс, Пабло Пикассо, Франсис Пикабиа и др.
Милльекс писал об этом альбоме: «Мой разум был направлен на создание письменного монумента, где французы выскажут своё восхижение, которое они молча испытали с 1940 по 1944 год, перед тем чудом, каким была сражающаяся Греция».

## В послевоенной Греции
В декабре 1945 года и при содействии Милльекса из Франции, директору Французского института Октавию Мерлье удалось получить 140 стипендий французского правительства, для учёбы во Франции, которые были предоставлены молодым греческим интеллигентам и учёным, среди которых были Касториадис, Корнелиус, Акселос, Костас, Своронос, Никос, Макрис, Мемос, Манос Захариас, Зенетос, Такис, Апостолидис, Маргаритис, Кранаки, Мимика и др.
Учитывая тот факт, что после декабрьских событий 1944 года в Греции был развязан террор против людей левых политических убеждений, для многих из этих молодых людей это была спасительная возможность покинуть страну. Для этой цели Мерлье и Милльекс зафрахтовали итальянское судно «Матароа», которое ушло из Пирея в Таранто. В силу левых убеждений многих из стипендиатов, реакция греческой официальной прессы и политиков была резко негативной.
Милльекс официально был в отпуске и с августа 1945 по июнь 1946 года греческое монархистское правительство отказывало ему в въезде в страну. Будучи заместителем директора института, Милльекс вернулся в Грецию в начале Гражданской войны, в 1946 году.
В 1948 году, в разгар войны, он перевёл меморандум ЭАМ на французский, для представления в ООН.

## Кипр
50-е годы XX века, на контролируемом англичанами острове Кипр, были отмечены борьбой греков киприотов за энозис (воссоединение острова с Грецией). Однако в результате действий британской дипломатии, остров не воссоединился с Грецией и в 1959 году была провозглашена Республика Кипр.
В том же 1959 году Милльекс был переведён на Кипр, где после получения островом независимости он стал культурным атташе при французском посольстве и директором Французского культурного центра, который он сам и создал в ноябре 1960 года.
На этом месте он оставался до 1971 года. Между тем в самой Греции в 1967 году был установлен военный режим. Острая полемика четы Милльекс против диктатуры привели к тому, что Татьяна Грици-Милльекс была лишена греческого гражданства.
Впоследствии, в 2006 году, дети четы Милльекс передали библиотеку своих родителей Библиотеке Университета Кипра.

## Последние годы
В 1971 году Роже Милльекс был назначен директором Французского культурного центра в Генуе.
Вернулся в Грецию в 1975 году после падения диктатуры.
В 1982 году стал членом-корреспондентом Афинской академии наук, а в 1986 году членом Академии Марселя.
Роже Мьлльекс умер в Афинах в 2006 году и похоронен на Первом афинском кладбище.

## Награды[8]
- Орден Почётного легиона (офицер)
- Орден Академических пальм
- Орден Феникса (Греция) (великий коммандор)
- Серебряная медаль Афинской академии наук (1980)

## Работы
- В школе греческого народа (A l'école du peuple grec (1940—1944). Ed. du Beffroi, Vichy 1946).
- Франко-греческие этюды. 1 Кораис, Адамантиос о французской культуре. 2. Гюго, Виктор, верный друг Греции. (Études franco-grecques. 1. Coray et la civilisation française = Ο Κοραής για το γαλλικό πολιτισμό. 2. Victor Hugo, constant ami de la Grèce = Ο Βίκτωρ Ουγκώ, ένας σταθερός φίλος της Ελλάδος. Athen 1953 (Collection de l’Institut français d’Athènes, 77).
- Мистраль и Греция (Mistral et la Grèce. L’Astrado, Toulon 1972).
- Посвящение Греции (Hommage à la Grèce 1940—1944. 1979).
- Дань чести Греции (Φόρος τιμής στην Ελλάδα 1940—1944. 1980).
- Дневник войны и оккупаци в Греции и другие свидетельства (Ημερολόγιο πολέμου και κατοχής στην Ελλάδα και άλλες μαρτυρίες. 1982).
- Тайгет и молчание (перевод) (Ο Ταΰγετος και η σιωπή. Μετάφραση: Вреттакос, Никифорос — Νικηφόρος Βρεττάκος. Εισαγωγή Γεωργία Κακούρου-Χρόνη. Δημόσια Κεντρική Βιβλιοθήκη Σπάρτης, Sparta 1998.
- (Hrsg.) Chypre. Editions Nagel 1963. — Rez. von Charles Delvoye, L’Antiquité Classique 33, 1964, S. 277—278, (online).
- L’Institut français d’Athènes, fils spirituel de l'École française. In: Bulletin de correspondance hellénique 120, 1996, S. 69-82, (online).
- Les universitaires et intellectuels de Grèce au service de la Résistance. Conférence de M. Roger Milliex (7 novembre 1945). Union française universitaire, Paris 1945.